# 温井ダム
温井ダム（ぬくいダム）は、広島県山県郡安芸太田町にある、一級河川太田川水系滝山川に建設されたダムである。
国土交通省中国地方整備局が管理を行う国土交通省直轄ダムであり、太田川の治水と県都・広島市を始め広島県中西部および芸予諸島への利水を目的とした特定多目的ダム法に基づく特定多目的ダムとして2001年（平成13年）に建設された、高さ156メートルのアーチ式コンクリートダム。ダムによって形成された人造湖は龍姫湖（りゅうきこ）と命名され、財団法人ダム水源地環境整備センターによってダム湖百選に選ばれている、広島県の主要な観光地である。

## 地理

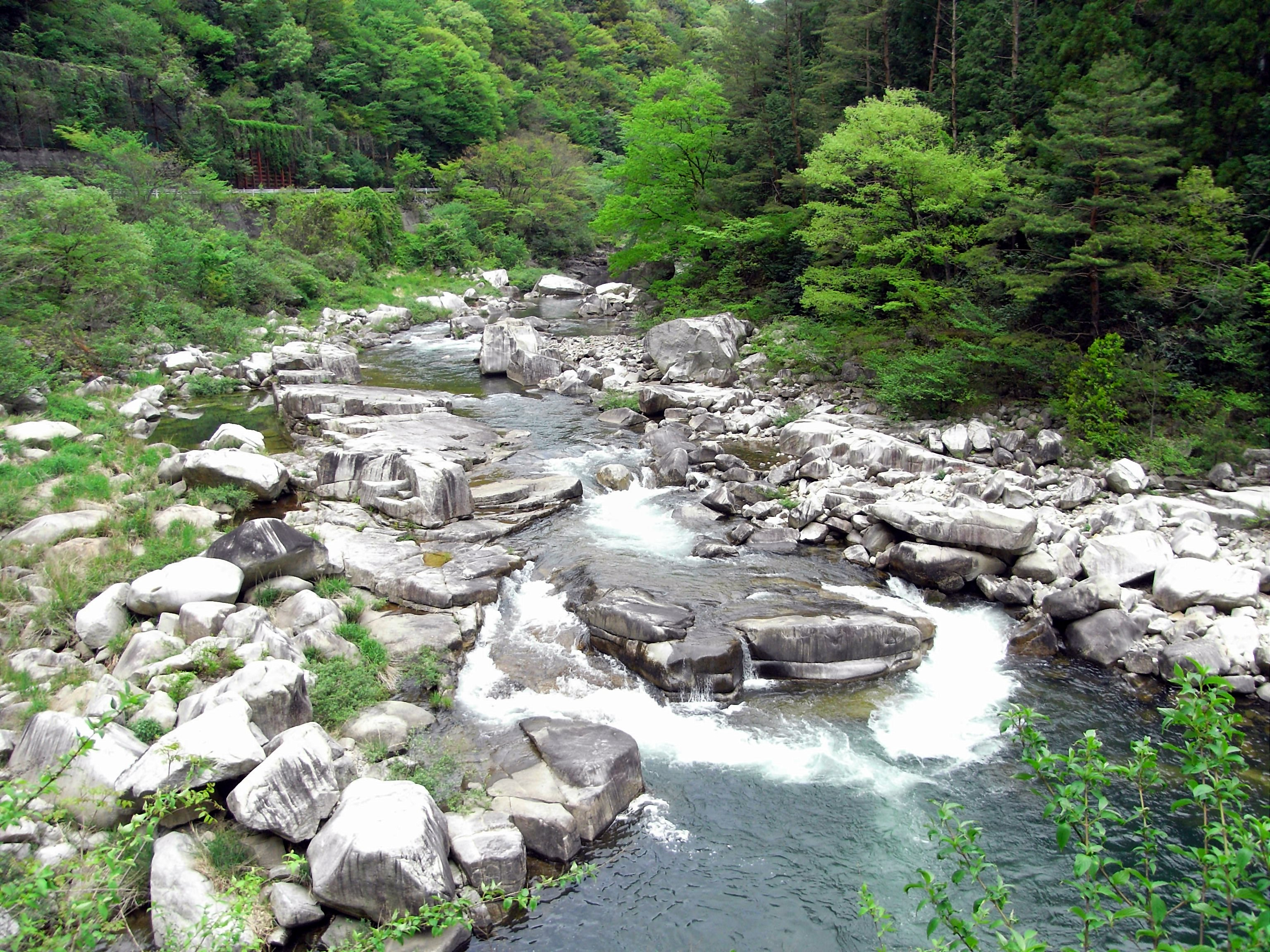
滝山川中流部の名勝・滝山峡。

ダムが建設された滝山川は太田川の主要な支流の一つである。島根県境の大平山（標高862.8メートル）西麓付近を水源として山県郡北広島町を南に流れ、途中王泊ダムの人造湖である仙水湖で北東より流れ来る高野川を合流。王泊ダム通過後国道186号と並行する形で流れ、名勝・滝山峡を形成してダム地点を通過後深山峡で知られる深山川を合流させたのち、国道191号・加計大橋直下で太田川に合流し瀬戸内海に注ぐ。流路延長約34.0キロメートル、流域面積約260平方キロメートルの河川で、流域の全てが中国山地内に存在する急流河川である。滝山川はダム湖である龍姫湖の上流端より太田川合流点までの8.0キロメートル区間が、国土交通省の直轄管理区間（指定外区間）となっている。
ダムは太田川合流点より約5キロメートル上流に建設され、下流には王泊ダムの発電所である滝山川発電所と滝本発電所の取水口である滝本（滝山川）ダム、さらに加計発電所といった中国電力の水力発電施設が連続する。これらの下流には加計の中心部が広がる。
なお、ダムが建設された際の所在自治体は山県郡加計町であったが、平成の大合併によって戸河内町、筒賀村と合併し現在は安芸太田町となっている。ダム名は水没した安芸太田町の温井地区より命名されている。

## 沿革

### 太田川の開発と豪雨災害

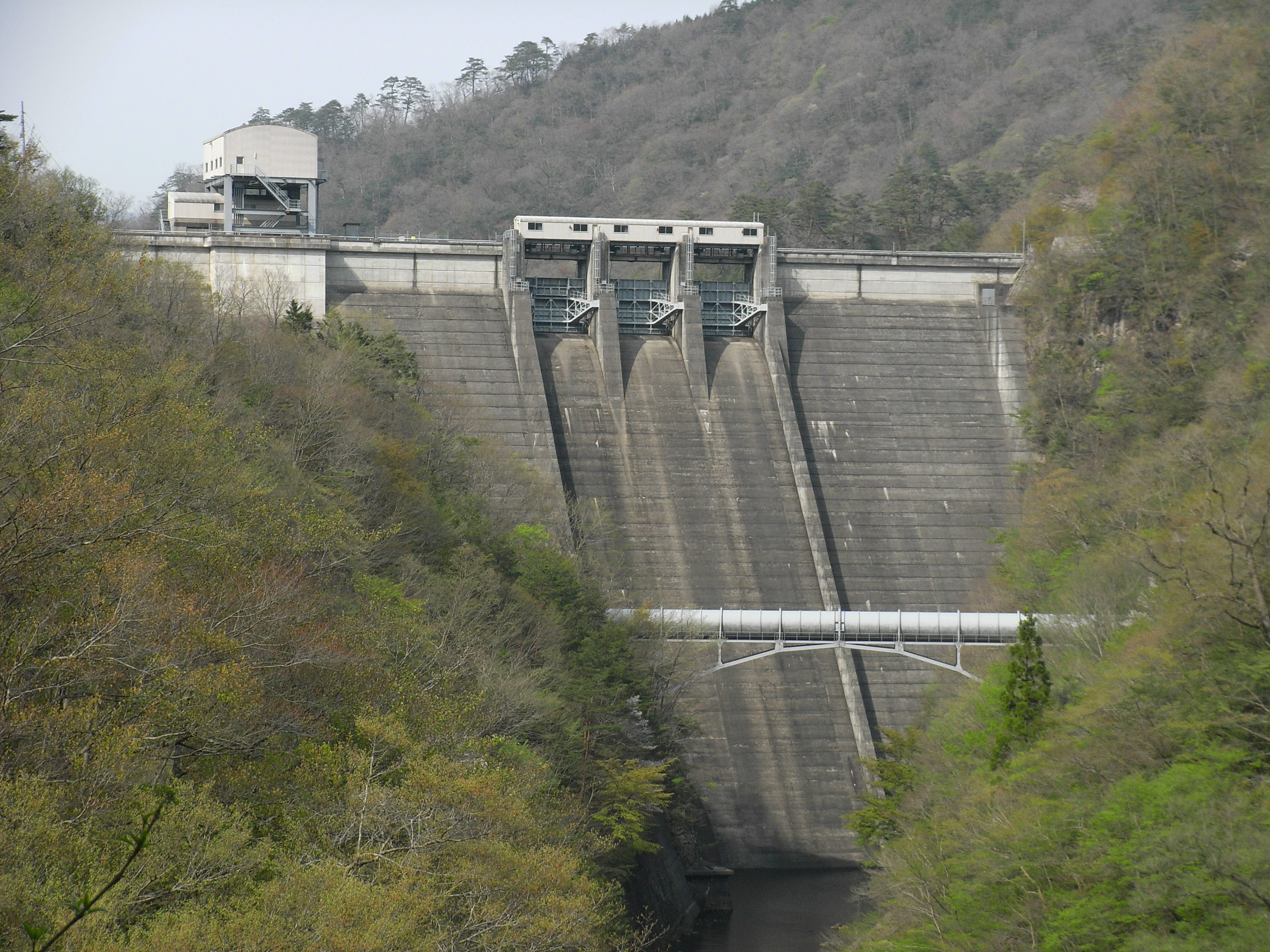
王泊ダム
水力発電専用であり積極的な洪水調節機能を有しないが建設省河川局長通達第一類ダムに指定されている。

広島県の旧安芸国地域を主要な流域とする太田川は、古くは福島正則など広島藩による治水・利水事業が実施されていた。しかし「暴れ川」である太田川は洪水を繰り返し流域に大きな被害を与えた。明治時代以降、軍都として発展する広島市の治水対策は特に重要視され、太田川放水路が内務省の手によって1934年（昭和9年）より着手され、太平洋戦争による中断を挟み、1965年（昭和40年）に完成する。利水では1912年（明治45年）7月に広島電灯による亀山発電所の運転開始後、太田川水系でも水力発電開発が進み、1935年（昭和10年）には滝山川上流に王泊ダムが完成した。1957年（昭和32年）にはかさ上げによるダム再開発事業が実施され、発電能力を増強。太田川本流の立岩ダム、支流・柴木川の樽床ダムと共に「太田川三ダム」として地域の電力需要に応えた。
太田川放水路の完成で広島市中心部を含む太田川下流部は治水安全度が飛躍的に向上したが、反面上中流部においては部分的な河川改修が行われる程度で本格的な治水事業には進まなかった。前述の「太田川三ダム」は水力発電専用であり、洪水調節は目的に有していなかった。1964年（昭和39年）の河川法改訂で太田川水系は翌1965年（昭和40年）に一級河川の指定を受け、広島湾河口から73.5キロメートル地点上流、現在の安芸太田町戸河内付近までが直轄管理区間として指定され、同年に治水の基本計画である「太田川水系工事実施基本計画」が策定された。また1966年（昭和41年）5月17日には建設省河川局長通達・建河発第一七八号が発令され、発電用ダムなどの利水ダムに関しても治水に対する責務が明確化。「太田川三ダム」は通達第一類ダムに指定され、多目的ダム・治水ダムに準じた洪水時の放流対策が義務付けされた。しかし、太田川中上流部の治水対策は万全とは行かなかった。こうした中、1972年（昭和47年）7月、梅雨前線による集中豪雨（昭和47年7月豪雨）が中国地方全域を襲い、太田川水系では特に滝山川・柴木川上流域で総降水量が600ミリを超えた。この豪雨により太田川は1948年（昭和23年）に定められた計画高水流量毎秒6,000立方メートルを上回る洪水となり旧加計町を中心に大きな被害を与えた。

### 温井ダムと吉和郷ダム
一方原爆投下による壊滅的被害より奇跡的な復興を遂げた広島市では、マツダの自動車工場を始め工場が進出、また人口も飛躍的に向上して上水道需要が急激に増加した。これに対し太田川水系では上水道供給を目的としたダムなどの大規模水道施設の整備が遅れていた。このため建設省は中国地方最大の河川・江の川と太田川水系を連結した形での開発を企図。江の川本流に土師ダムを1975年（昭和50年）に完成させて中国電力可部発電所を経由した形で江の川の河水を太田川に導水。同年完成した太田川本流の高瀬堰より取水する形で広島市などの水需要に対応しようとした。しかしその後も広島市の人口は増加し遂には100万人を超えるに至った。また離島である芸予諸島の水不足も慢性化しており、新たな水資源開発に取り組む必要性が生じた。
1972年7月豪雨による甚大な被害を機に建設省は太田川水系の治水計画を再検討することになり、1975年4月に太田川水系工事実施基本計画の改定が行われた。この中で従来の河川改修に加え洪水調節目的を有する多目的ダムの建設が計画され、検討の結果太田川本流と、昭和47年7月豪雨で特に降水量が多かった滝山川にダムを建設することが定められた。治水基準点である広島市安佐北区玖村の計画高水流量を毎秒12,000立方メートルとし、この内太田川上流の計画ダム群で毎秒4,500立方メートルを調節。残りの毎秒7,500立方メートルを堤防整備や河道改修などで調節するとした。また増え続ける広島市などの水需要にも対処することがダムの目的に盛り込まれた。
こうして計画されたのが温井ダムである。温井ダムは1967年（昭和42年）4月よりダム地点の地質などを調査する予備調査が実施されていたが、豪雨災害を機に1974年（昭和49年）4月より滝山川総合開発事業として実施計画調査が開始され、太田川水系工事実施基本計画改訂後の1977年（昭和52年）7月には基本計画が官報で告示された。なお、工事実施基本計画で浮上した太田川本流のダムは山県郡戸河内町吉和郷地点が検討された。高さ120メートル・総貯水容量1億立方メートルの特定多目的ダム・吉和郷ダム計画である。太田川の治水と下流域への水道用水供給を目的として温井ダムの予備調査開始と同じ1967年に構想が発表されたが地元戸河内町住民の反対が強く予備調査の段階で停滞。1977年に吉和郷ダム対策委員会が結成された後は町当局による地域振興計画に沿った水源地域支援を条件にした条件闘争に方針を変えるも計画は進展を見ず、2004年にはダム予備調査の予算が見送られ事業は凍結状態となった。

## 補償
1977年より正式な事業として採択された温井ダムは、先述の通り1967年より予備調査が開始されている。この時よりダム計画は明らかとなり事業者である建設省はダム計画の地元への説明を開始するが、水没予定地である温井地区では直ちに反対運動が起こる。ダム建設によって水没などにより移転を余儀なくされる住民は水没13戸、非水没14戸の合計27戸である。実施計画調査が始まった1974年8月には温井ダム対策協議会が発足し、ダム建設に対し反対の姿勢を見せた。しかし当時反対運動が激しかった群馬県の八ッ場ダム（吾妻川）や奈良県の大滝ダム（紀の川）、熊本県の川辺川ダム（川辺川）とは異なり、「何が何でも反対」という姿勢ではなく移転住民が納得する補償条件を提示できれば、ダム建設には同意するというものであった。
温井ダム対策協議会第二代会長であった佐々木寿人は建設省との交渉において、「温井地区の住民は誰一人として、故郷を水没させるダムを建設してくれと頼んだ覚えはない」として住民の全てがダム建設には反対であると主張した。しかし広島市などの受益地にも親戚や知り合いもいるので下流の人々を困らせたくはないし、将来的に必要な施設であれば反対一辺倒ではなく協議のテーブルには着くとして、建設省に対しては門前払いをしなかった。ただし以下の条件は絶対条件として建設省に同意を求めた。
1. 温井地区の住民が全員住むことができる代替地を造成すること。ただし今までの集落が再現できるようなものであること。
2. 現在以上の生活が維持できるような生活再建対策を提示すること。ダム建設の是非はその計画を見て判断する。
3. 計画に対する変更などを説明する場合は、建設省当局が協議会（現地）に出向いて説明すること。協議会から出向くことはないこと。
4. 交渉は協議会と建設省の間に一本化すること。広島県・広島市など下流受益地は、建設省を通じて協議会への依頼などを行うこと。

以上4点を条件とし、これを受諾すれば交渉の場に臨むことを建設省に伝えた。彼らは水没後の生活再建が成るかどうかを重視していたが、建設省はその扱いに苦慮する。水没住民の生活再建対策としては1973年（昭和48年）に施行された水源地域対策特別措置法があり、一定の基準を超える水没物件を有するダムについては国より補償金のかさ上げをはじめとする生活再建対策の強化・補助を行うことが定められ、川辺川ダムなど補償交渉が紛糾している多くのダムが指定されていた。ところが温井ダムについては移転予定戸数が27戸、水没予定農地が9.5ヘクタールであり、同法の指定基準である移転戸数30戸以上・水没農地30ヘクタール以上に該当しない。このため水源地域対策特別措置法による生活再建対策が利用できないという状況であった。
しかし太田川総合開発の観点で温井ダムの建設は不可避の事業であり、建設省は上水道受益事業者である広島県や広島市の協力を得て、協議会が求める代替地建設を実施することを決める。それは付近を通る国道186号を中心としてダム完成後湖畔となる小温井・奥温井地区に宅地1戸当たり面積1,000平方メートル、農地1箇所当たり面積4,000平方メートルとする都市計画を提示。神社や共同墓地、集会場なども付近の適当な場所に移転する代替地を建設することにした。まず1982年（昭和57年）3月より国道186号の付け替え工事に着手、続いて1984年（昭和59年）4月より先の都市計画に基づく代替地・新温井団地の造成を開始した。同時期地元加計町当局はダムを利用した町興しを目指し、温井ダム周辺に多数のレクリエーション施設を建設して観光客を呼び込む方針を固め、移転住民に対する支援・協力を約束した。この施設群はダム建設時に利用される資材置き場や工事作業員宿舎を有効利用するものである。
こうした事業者・下流受益者の連携により協議会が求める生活再建対策は水源地域対策特別措置法を利用しない形で進められ、後に「温井ダム方式」と呼ばれた。協議会側もこの事業者側の姿勢を認め、1986年（昭和61年）12月に一般補償基準に調印し、補償交渉は妥結した。以後1989年（平成元年）より住宅の移転が開始され、同時に本格的なダム工事にも着手することが可能となった。なお最後まで難航した漁業権交渉は1990年（平成2年）に妥結している。ダム本体の工事は1991年（平成3年）より開始され、1998年（平成10年）に完了。試験的に貯水を行う試験湛水を経て2001年（平成13年）10月8日、ダムは完成した。実施計画調査以来27年、予備調査から起算すれば完成まで34年という長期間のダム事業となった。なお、建設省に対し生活再建対策を要求した二代目協議会会長であった佐々木は1984年（昭和59年）に死去するが、最後に漏らした言葉は「ダムを見てから死にたかった」という本音であった。

## 目的

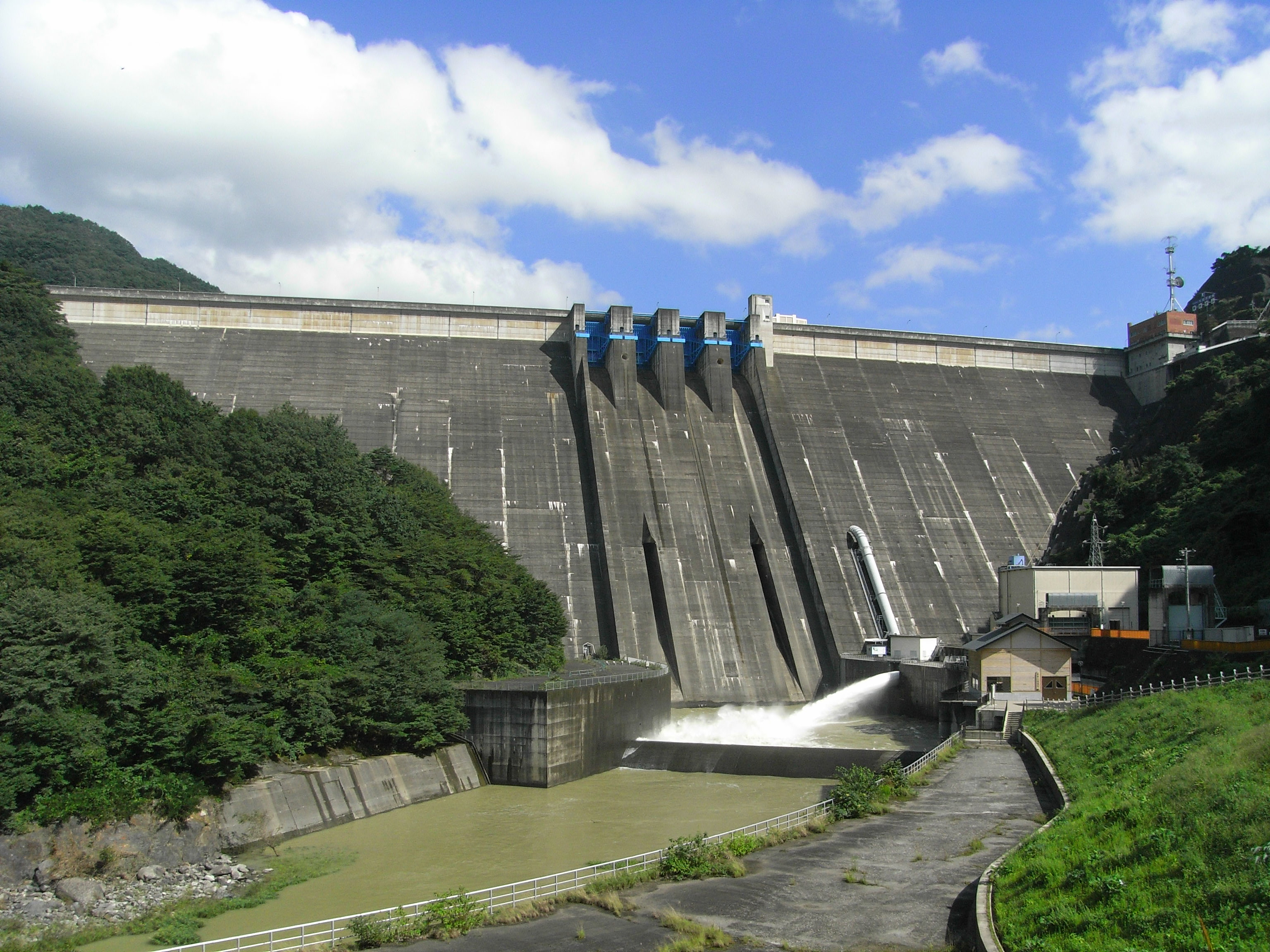
草木ダム（渡良瀬川）
計画当初の温井ダムは草木ダムによく似た外観であった。

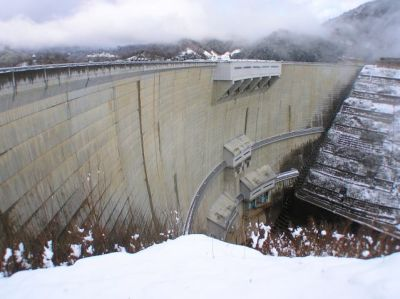
右岸より見た温井ダム
最上部に非常用洪水吐き5門、中部に常用洪水吐き2門、最下部に常用洪水吐き4門が備えられている。

温井ダムは計画当初、高さ155メートルの重力式コンクリートダムとして計画されていた。外観は群馬県の草木ダム（渡良瀬川）に酷似しており、常用洪水吐きが草木ダムに比べ1門多い。しかしその後の地質調査において、中生代白亜紀に形成されたと推定されている岩盤の花崗岩は緻密かつ堅固であり、基礎岩盤が堅固でないと建設できないアーチ式コンクリートダムでも建設が可能であるという結論に達した。このため型式もアーチダムへと変更された。またダムの高さも1メートルかさ上げされ、現在の高さ156メートルとなる。アーチダムとしては日本一の高さを有する黒部ダム（黒部川）に次ぎ第二位の高さである。なお、温井ダム完成と同月に新潟県の三面（みおもて）川に奥三面ダム（高さ116メートル）が完成し、同時期に東西で大規模なアーチダムが完成している。しかし、アーチダムは建設地点が先の理由から厳しい制限がなされ、建設可能なダム地点が少なくなっている現在、アーチダムとして計画されているのは川辺川ダムのみである。川辺川ダムは民主党政権により建設中止の方向性が強まり、川辺川ダム以外にアーチダムとして計画されているダムも存在しないため、今後日本においてアーチダムが建設される可能性は皆無に近く、温井ダムは奥三面ダムと共に「日本最後のアーチダム」となる可能性が高い。
ダムの目的は治水（洪水調節、不特定利水）と利水（上水道供給、水力発電）の四つである。洪水調節については太田川水系工事実施基本計画により、太田川上流の多目的ダム群による洪水調節計画の一環としてダム地点における計画高水流量毎秒2,900立方メートルを毎秒1,800立方メートルカットし、下流には毎秒1,100立方メートルを放流する。ダムには非常用洪水吐きが5門、常用洪水吐きが6門備えられているが、大規模な洪水には非常用洪水吐き、中規模の洪水および雨季に備えて事前に放流する時にはダム中央部の常用洪水吐き2門を使用し、それ以外は下部の常用洪水吐き4門を使用する。不特定利水については慣行水利権分の農業用水補給や河川生態系維持、塩害防止、地下水の水位維持などを目的に広島市安佐北区玖村地点において毎秒19立方メートルの河川維持用水を放流する。
上水道の供給については土師ダムと共に広島県中西部の水がめとして、放流された水は高瀬堰において取水され広島市をはじめ呉市、東広島市、竹原市、安芸郡府中町・熊野町・海田町・坂町、そして芸予諸島の江田島市、豊田郡大崎上島町の5市5町に対し合計で一日量として30万立方メートルの用水を供給する。内訳は広島市上水道が一日量20万立方メートル、広島県上水道（呉市など残りの自治体）において一日量10万立方メートルの供給量である。水力発電についてはダム直下に建設された中国電力温井発電所において、最大2.300キロワットを発電する。

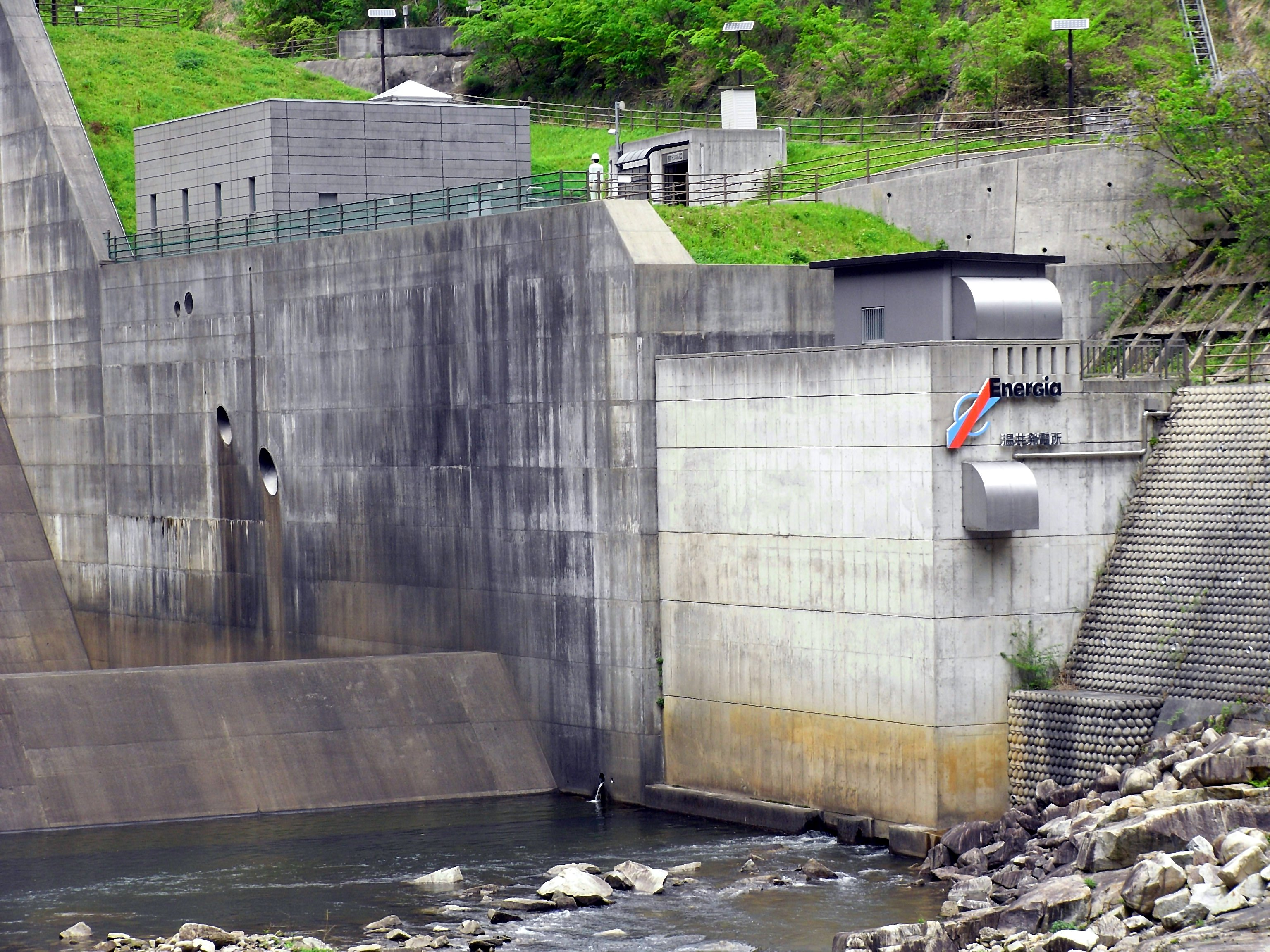
中国電力温井発電所
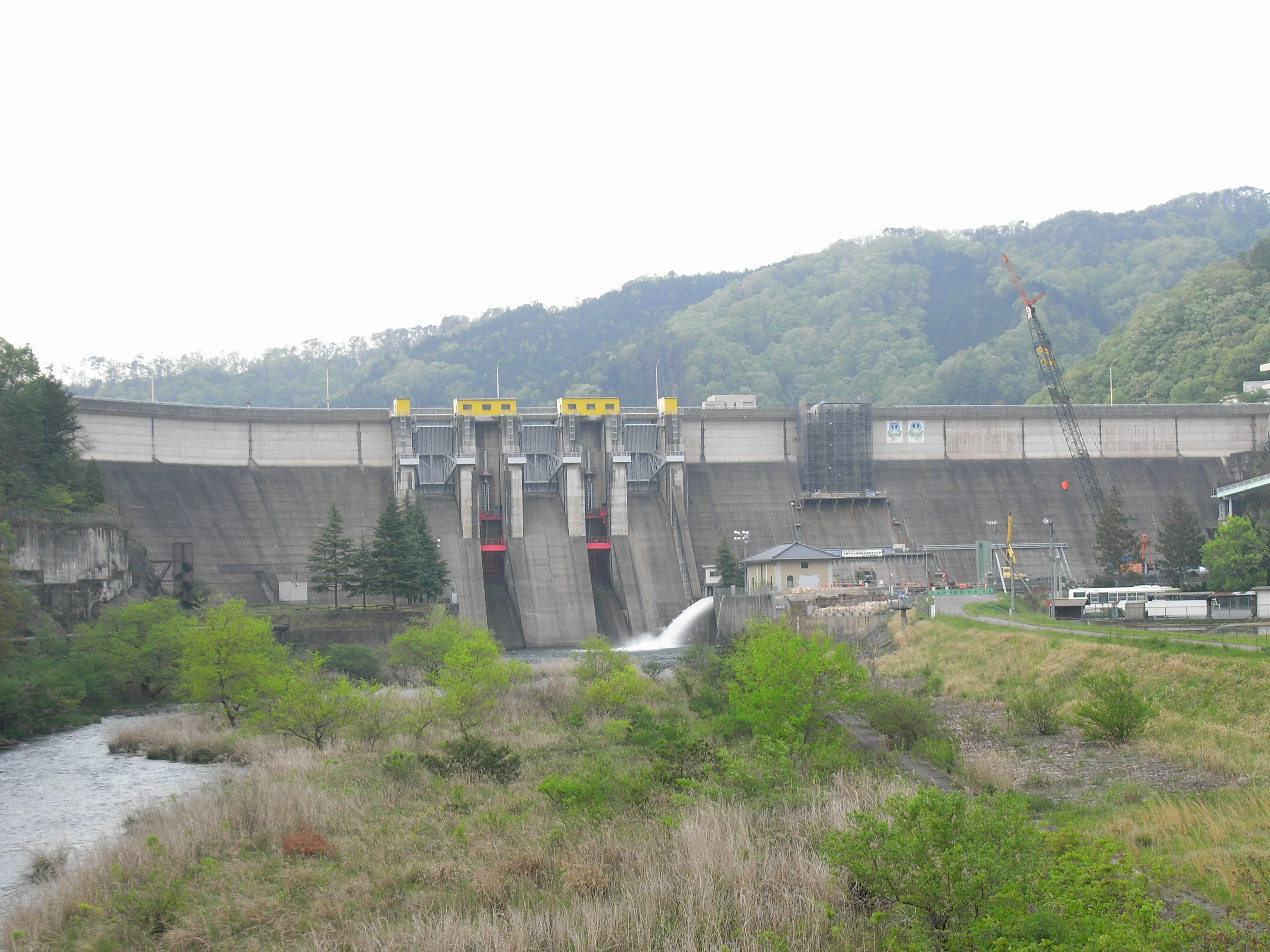
温井ダムと共に広島市の水がめである土師ダム（江の川）
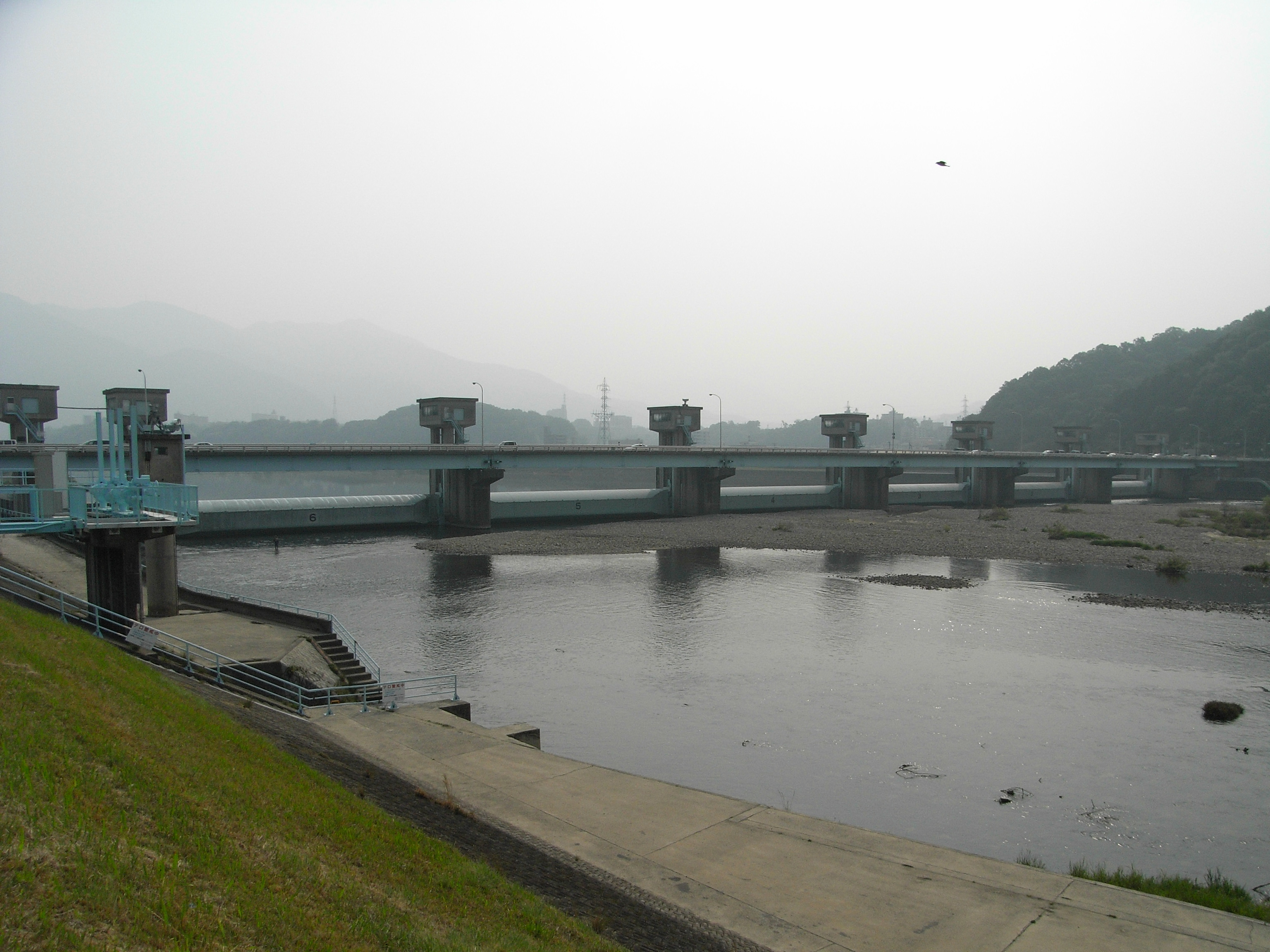
高瀬堰（太田川）。温井・土師ダムの水はここで取水される。

## 課題と対策
温井ダムは太田川水系の治水と利水に対し重要な役割を担っている。しかしここ最近の気候変動に伴う異常気象は、太田川水系の治水対策をさらに難しいものとしている。ここでは温井ダム完成後の太田川水系治水対策について述べる。

### 台風14号の被害と温井ダム
温井ダム完成により、太田川水系の治水対策は強化され、広島市などの対する上水道供給態勢が確保された。治水については建設中に発生した1999年9月の台風18号において、洪水調節機能を行使できない工事中の段階であったにもかかわらず流入量毎秒910立方メートルの洪水を毎秒460立方メートルに抑えるなど、早速治水機能を発揮した。しかし本来の計画においては、温井ダムのほか太田川本流の新規ダム計画と合わせることで毎秒4,500立方メートルの洪水を制御すると定めており、温井ダムだけでは計画通りの治水目標は達成できない。太田川本流上流部における治水を担うはずのダム計画であった吉和郷ダム計画は立ち消えに近い状況で、この地域は治水対策について空白状態であり、弱点となった。太田川水系上流部の治水計画は例えるなら飛行機のエンジンが片翼しか機能していない状態であり、こうした中で発生したのが2005年（平成17年）9月の台風14号による豪雨災害である。
この台風は宮崎県において大淀川で降り始めからの降水量が1,000ミリを超えて記録的な水害となったほか、高千穂鉄道が大きな被害を受け廃止に追い込まれたり、高知県では貯水率0パーセントだった早明浦ダム（吉野川）が一日で貯水率100パーセントとなるなど、各地で豪雨による被害をもたらした。広島県では南西部を中心に総降水量が500ミリを超える豪雨をもたらし、太田川は昭和47年7月豪雨の毎秒6,800立方メートルを超える毎秒7,200立方メートルの流量を記録。整備が遅れていた太田川上流・中流において家屋流失や道路損壊などの被害を多発させた。この時に降雨パターンは昭和47年7月豪雨の時とは異なり、治水事業の空白地帯だった太田川本流最上流部や支流の水内川上流部などに集中的に降雨しており、太田川治水事業の弱点を台風に衝かれた格好となった。一方、温井ダムのある滝山川上流部では降雨量は比較的少なかった。結果的に温井ダムではカバーできない太田川上流・水内川上流域の豪雨によって被害が拡大したが、被災住民の一部からは「温井ダムは役に立たなかった」、あるいは「温井ダムの放流で被害が拡大した」という意見が出て、太田川河川事務所が住民に対して行ったアンケートにおいても温井ダムに対する批判が挙がっている。

### 太田川上流の新規ダム計画

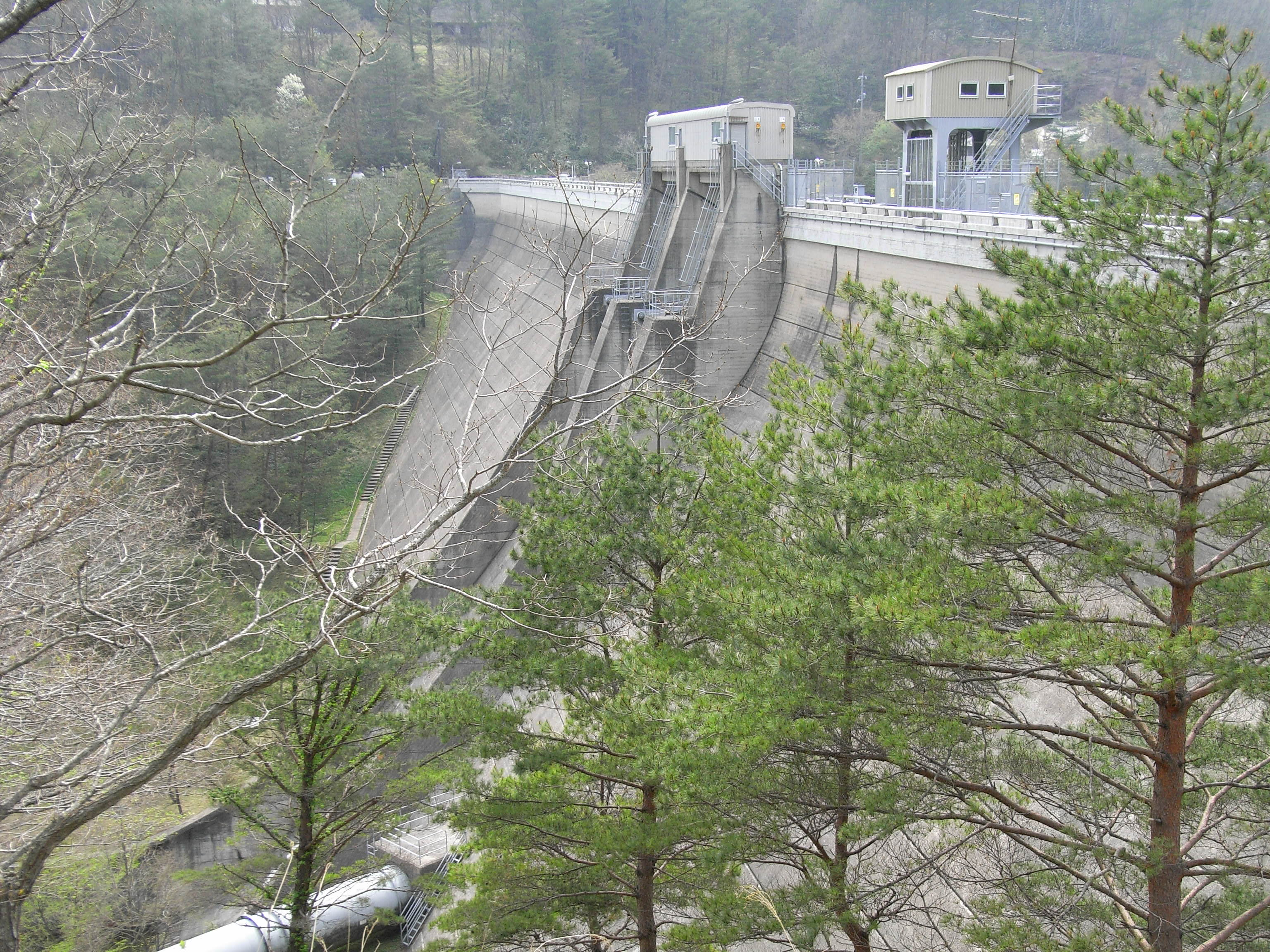
樽床ダム（柴木川）
国土交通省の太田川総合開発事業において治水目的を追加した再開発（多目的ダム化）が太田川本流の新規ダムと共に計画されている。

国土交通省は2007年（平成19年）3月に太田川水系の管理方針を定めた太田川水系河川整備基本方針を策定し、現在はこの方針に沿い太田川水系の中長期的な新たな整備計画である太田川水系河川整備計画を策定中であるが、策定を行う上での諮問機関である太田川河川整備懇談会において、太田川水系の新たな治水方針を検討している。先の住民アンケートでは「災害に強い太田川」を求める声が多かったが、ダム計画については近年のダムに対する否定的風潮もあって「ダムを造らない治水対策」を求める声がある一方で、既設ダムの放流運用の改善や太田川上流もしくは中流に新たなダムを建設して万全の対策を望む声もあり、住民間でも意見が分かれている。検討されている河川整備計画では太田川の計画高水流量を毎秒12,000立方メートルとし、そのうち、毎秒8,000立方メートルを堤防整備や河川改修で賄い、残り毎秒4,000立方メートルをダムで賄うとした。
この計画案では先の太田川水系工事実施基本計画と比べダムで賄う分を毎秒500立方メートル減らすことて大規模ダム建設の必要性を低くしたが、それでも温井ダムは毎秒1,800立方メートルの洪水調節能力しかないため、残りの毎秒2,200立方メートルは新たにダムを建設することで対応せざるを得ない。ダム建設が厳しさを増している現在の状況を鑑み、差分のうち毎秒500立方メートルを上乗せし堤防建設や河川改修で賄うことも検討されたが、太田川下流域は高度の宅地開発がなされ堤防沿いに人家が集中し、新規に堤防を拡幅すると多数の移転家屋が生じるほか、河川敷を縮小するためアンケートで多く寄せられた河川敷の有効利用を求める住民の声と矛盾すること、高瀬堰の改築が必要になること、さらに天然アユの産卵床が川底掘削によって破壊されるなどの問題が発生する。この場合でも毎秒1,700立方メートル分は残るため、結果的に上流部のダム建設は不可避でありかつ事業費が高額になることから、新規ダムの建設以上に困難が予想された。いわゆる緑のダムについては日本学術会議が2001年11月に答申した『地球環境・人間生活にかかわる農業及び森林の多面的な機能の評価について』の中で森林の涵養力について、「中小洪水ならば洪水緩和効果が期待されるが、大洪水では顕著な効果が期待できない。（中略）ダムなどの治水事業と組み合わせることで初めて機能を発揮する」という結論を引用し、太田川流域の81パーセントが森林であり、問題の上流部では広葉樹林が主体であること、水系内の土壌保水力の限界点は経年的に変わらないことなどを挙げ、単独での効用を否定している。
このため懇談会では発電用ダムを含む既設ダムの運用改善と共に新規洪水調節施設の検討がなされ、太田川本流のほか滝山川、柴木川、三篠川、根谷川、水内川などの主要支流におけるダム建設の可否が検討された。過去の豪雨における降雨パターンや流域の宅地分布、環境や景観などを参考に検討された結果、台風17号の主要な降雨地帯であった太田川本流域や柴木川流域に当たる上流域北西部・南西部が建設には有利であるとの結論に達した。この区域には1967年の太田川水系工事実施基本計画で温井ダムと共に構想された吉和郷ダム計画の予定地付近も含まれており、中国新聞は2008年（平成20年）3月26日付の記事で「太田川に新ダム構想、安芸太田が有力」として吉和郷ダム計画復活の可能性をにおわす報道を行った。だが河川整備計画に関連する懇談会資料では吉和郷ダムを含め具体的な予定地点については記されておらず、同記事では吉和郷より上流の太田川本流にある中国電力・立岩ダムの再開発案もあると報じていることから、この時点では吉和郷ダム計画が復活するかは未定であった。しかしより万全の治水整備を行う上では太田川上流域のダム計画は避けられず、河川整備計画における課題事項として検討が進められていた。
そして2023年（令和5年）国土交通省は「太田川総合開発事業」を令和6年度の新規事業目標として計画を発表した。「太田川総合開発事業」は太田川本流上流部に高さ約100メートル、治水容量約3,000万立方メートルの流水型ダムを吉和郷地点に建設すると同時に、太田川三ダムの一つである柴木川の樽床ダムの貯水容量を再配分して洪水調節目的を付加する多目的ダムとして再開発する2ダム1事業の計画である。財務省により予算要求が承認され2024年（令和6年）より正式なダム事業として着手された。この方針に対し同年6月、新規ダム建設予定地である安芸太田町吉和郷の住民で構成する吉和郷ダム対策委員会は「断腸の思いで（新規ダム事業の）計画の推進を受け入れる」という意向を示し、これを受けた安芸太田町も環境への影響等を検討する必要性を示しつつも新規ダム建設容認の姿勢を示した。樽床ダムの再生事業を先行するため新規治水ダム計画のダム名や具体的内容は未定であるが、吉和郷ダム計画は多目的ダム計画から流水型治水専用ダムとして、計画構想発表より長年事実上の凍結状態から再始動することになる。

## 龍姫湖

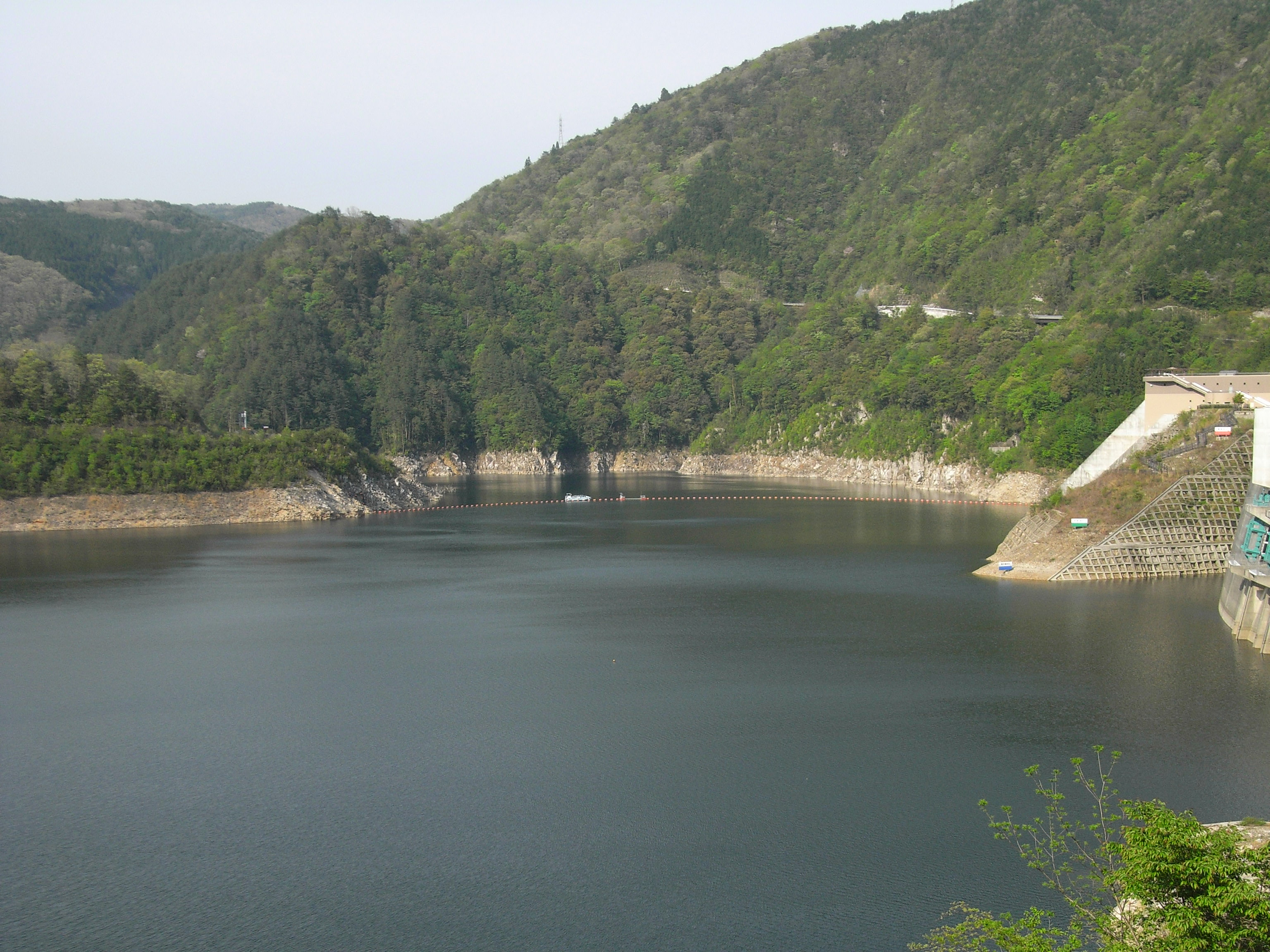
龍姫湖

温井ダムによって形成された人造湖は、龍姫湖（りゅうきこ）と呼ばれる。総貯水容量は8,200万立方メートルでドラム缶に換算すれば約4億本分、太田川水系では最大規模であり、広島県内においても弥栄（やさか）ダム（小瀬川）の人造湖・弥栄湖に次ぐ規模の大きさを誇る。湖名の由来は地元の温井地区に古くから伝わる民話「江の淵の大蛇」に因む。これは姫が大蛇（龍）に化けるという内容のものであり、この民話より湖名を付けている。2005年（平成17年）には財団法人ダム水源地環境整備センターが選定する「ダム湖百選」の一つに、広島県内では神龍湖（帝釈川ダム・帝釈川）、八千代湖（土師ダム・江の川）、本庄水源地（本庄ダム・二河川）および弥栄湖と共に選ばれている。2002年（平成14年）には郵便切手にも描かれたが、ダムが図案となったのは温井ダムのほかは黒部ダム、佐久間ダム（天竜川）、小河内ダム（多摩川）、日吉ダム（桂川）しかない。
龍姫湖周辺は様々なレクリエーション施設が整備されているが、これは補償交渉におけるダム対策協議会の要望と旧加計町の地域振興策によるものである。湖畔にはリゾートホテルである温井スプリングスを始め、半島部には延長1.5キロメートルの観光用散策道路などがある自然生態公園、レンタルサイクリング施設やバラ園、カフェテラス、さらには宿泊も可能なロッジもある龍姫湖のさとや工芸センターなど、多種にわたる施設が存在する。またダム本体も積極的に開放されており、エレベーターでダム内部を巡視するための監査廊に立ち入ることもできるほか、ダムの真下にも行くことができる。滝本ダム付近より国道を右折して旧国道186号に入り、滝山川発電所を通過して滝山峡を北進するとダム直下付近に行くことができるが、現在は落石の危険があるため滝山川に架かる橋よりダム本体まで通行止めとなっており本体には行けない。毎年5月から6月にかけては洪水調節のために湖の水位を下げるための放流が実施され、ダム中部にある常用洪水吐き2門から勢いよく放流する様が見られる。夏には「龍姫湖まつり」が開催されるほか、2010年（平成22年）からはダム周辺を発着点とする88キロメートルの長距離マラソン大会「安芸太田しわいマラソン」が開催されている。名勝・三段峡にも比較的近いほか、世界遺産に登録された石見銀山と厳島神社の中間付近に位置し、道路の便も良いため訪問しやすい。
こうしたダムを中心に据えた様々な観光施設の整備など積極的な地域振興を実施したことで、安芸太田町の観光客数はダム完成前に比べ増加した。ダム完成前後で比較すると旧加計町の観光客数は前年の2.4倍に増加し、ダム完成翌年の2002年（平成14年）には年間観光客数が100万人を突破。それ以降も概ね年間80万人前後で推移するなど、旧加計町が目指した地域振興策は成功を見ている。観光地として成功したダムとしては年間訪問客数が延べ130万人を超える神奈川県の宮ヶ瀬ダム（中津川）を筆頭に北海道の金山ダム（空知川）、岩手県の御所ダム（雫石川）、京都府の日吉ダムなどがあるが、温井ダムもその成功例である。「ダムで栄えた村はない」と批判される面があるが、工夫次第で町の活性化につながった一例でもある。温井ダムは広島県の主要な観光地の一つとして、重要な位置を有している。

## アクセス
温井ダムへのアクセスは、観光地ということもあり自家用車のほかバスによるアクセスも整備されている。自家用車では中国自動車道・戸河内インターチェンジ下車後国道186号に入り、浜田市方面へ直進すれば到着する。また浜田市方面からは国道186号を広島方面へ南下すれば到着する。所要時間は広島市内から約1時間15分、浜田市内から約1時間10分である。公共交通機関ではJR広島駅新幹線口より発着する浜田・益田市方面行きの石見交通バスは乗換なしで直行できるほか、広島バスセンターより発着する三段峡行きの広電バスで途中中国自動車道・加計バスストップで加計交通温井線に、または戸河内ICバスセンターで総企バス芸北線に乗り換え、温井スプリングス停留所で下車すれば到着できる。鉄道はかつてJR可部線の加計駅が最寄り駅であったが、2003年（平成15年）11月に可部駅と三段峡駅間が廃止されたため、ダムにアクセスしやすい最寄駅は広島駅となる。